# Strumatea
Strumatea is een geslacht van kevers uit de familie bladkevers (Chrysomelidae).
De wetenschappelijke naam van het geslacht werd in 1886 gepubliceerd door Joseph Sugar Baly.

## Soorten
- Strumatea nodosa (Baly, 1886)